# Даунем-Маркет
Даунем-Маркет (англ. Downham Market) — город и приход на западе графства Норфолк (Англия). Относится к неметрополитенскому району Кингс-Линн-энд-Уэст-Норфолк. На 2016 год в городе проживало 11887 человек.

## Географическое положение
Даунем-Маркет находится на берегу реки Грейт-Уз на краю Фенских болот, протянувшихся от Кембриджшира до побережья Северного моря. В городе находится одноимённая станция железной дороги между Кингс-Линном и Лондоном.

## История
Название Даунем — означает поселение на холме на англосаксонском. Территория Фенских болот достаточно плоская, поэтому поселение на возвышенности имело стратегическое значение. Даунем-Маркет предположительно был англосаксонским поселением, появившимся на холме. Костёл Даунема был построен на месте старой церкви конца X века и является смесью построек XV и XIX веков. Хартия на проведение рынка была дана поселению в 1050 году Эдуардом Исповедником. Даунем находился в собственности аббатства Рамси (основано в 965 году).
Часы на рыночной площади были построены в 1878 году. Приставку Маркет город получил в средние века из-за ежегодной ярмарки лошадей, одной из самых больших в Европе.

## Население
На 2016 год население города составляло 11887 человек. Из них 48,1 % мужчин и 51,9 % женщин. Распределение по возрасту было следующим: 19 % младше 18 лет, 50 % — от 18 до 64 лет, 31 % — старше 65 лет. 97,6 % населения города были белыми, 0,6 % имели азиатское происхождение, 0,5 % — африканское.
Согласно переписи 2001 года из 7988 жителей города 46,2 % были мужчинами, 53,8 % — женщинами. 28,7 % населения города никогда не были женаты, 43,8 % были в первом браке, 8,0 % в повторном браке, 11,3 % — вдовствовали, 6,6 % — разведены. В Даунем-Маркете было 3815 домашних хозяйств. Среди 3024 граждан, имеющих работу, 21,8 % работали в ретейле и ремонте, 17,2 % — в производстве, 10,0 % — в строительстве, 8,5 % — в сфере недвижимости и бизнесе, 9,3 % — в сфере здравоохранения, 8,2 % — в образовании, 3,8 % — в сельском хозяйстве.
Динамика численности населения:
| 1801 | 1811 | 1821 | 1831 | 1851 | 1881 | 1901 | 1911 | 1921 | 1931 | 1939 | 1951 | 1961 | 2001 | 2011  | 2016  |
| ---- | ---- | ---- | ---- | ---- | ---- | ---- | ---- | ---- | ---- | ---- | ---- | ---- | ---- | ----- | ----- |
| 1512 | 1771 | 2044 | 2198 | 3262 | 3256 | 2472 | 2497 | 2342 | 2465 | 3008 | 2765 | 2835 | 7988 | 10884 | 11887 |